# میکله مافئی
میکله مافئی (ایتالیایی: Michele Maffei؛ زادهٔ ۱۱ نوامبر ۱۹۴۶) شمشیرباز اهل ایتالیا است.
وی در مسابقات کشوری و بین‌المللی در مجموع برندهٔ ۱ مدال طلا، ۳ مدال نقره شده‌است.